# The Hunting Party Tour
The Hunting Party Tour es la undécima gira de conciertos de la banda estadounidense Linkin Park.

## Lista de canciones
1. "Guilty All the Same"
2. "Given Up"
3. "With You"
4. "One Step Closer"
5. "Blackout"
6. "Papercut"
7. "Rebellion"
8. "Runaway"
9. "Wastelands"
10. "Castle of Glass"
11. "Leave Out All the Rest" / "Shadow of the Day" / "Iridescent"
12. "Robot Boy"
13. "Numb"
14. "Waiting for the End"
15. "Final Masquerade"
16. "Wretches and Kings" / "Remember the Name"
17. "Lying From You"
18. "Somewhere I Belong"
19. "In the End"
20. "Faint"

## Fechas de la gira
| Fecha                           | Ciudad                  | País           | Lugar                                  |
| ------------------------------- | ----------------------- | -------------- | -------------------------------------- |
| Europa                          |                         |                |                                        |
| 30 de mayo de 2014              | Lisboa                  | Portugal       | Parque da Bela Vista                   |
| 1 de junio de 2014              | St. Petersburg          | Russia         | Petrovsky Stadium                      |
| 2 de junio de 2014              | Moscú                   | Russia         | Sports Complex Olympiysky              |
| 5 de junio de 2014              | Breslavia               | Poland         | Stadion Miejski                        |
| 7 de junio de 2014              | Adenau, Rheinland-Pfalz | Germany        | Nürburgring                            |
| 8 de junio de 2014              | Nürnberg                | Germany        | Volkspark Dutzendteich                 |
| 10 de junio de 2014             | Milano                  | Italy          | Ippodromo del Galoppo                  |
| 12 de junio de 2014             | Interlaken              | Switzerland    | Flughafen Interlaken                   |
| 14 de junio de 2014             | Castle Donington        | England        | Donington Park                         |
| The Hunting Party European Tour |                         |                |                                        |
| 3 de noviembre de 2014          | Zürich                  | Switzerland    | Hallenstadion                          |
| 4 de noviembre de 2014          | Stuttgart               | Germany        | Hanns-Martin-Schleyer-Halle            |
| 6 de noviembre de 2014          | Cologne                 | Germany        | Lanxess Arena                          |
| 7 de noviembre de 2014          | Ámsterdam               | Netherlands    | Ziggo Dome                             |
| 9 de noviembre de 2014          | Oberhausen              | Germany        | König-Pilsener-ARENA                   |
| 10 de noviembre de 2014         | Hamburg                 | Germany        | O2 World Hamburgo                      |
| 12 de noviembre de 2014         | Leipzig                 | Germany        | Leipzig Arena                          |
| 13 de noviembre de 2014         | München                 | Germany        | Olympiahalle                           |
| 14 de noviembre de 2014         | Wien                    | Austria        | Wiener Stadthalle                      |
| 16 de noviembre de 2014         | Paris                   | France         | Palais Omnisports de Paris-Bercy       |
| 17 de noviembre de 2014         | Frankfurt               | Germany        | Festhalle                              |
| 19 de noviembre de 2014         | Berlín                  | Germany        | O2 World                               |
| 20 de noviembre de 2014         | Bremen                  | Germany        | ÖVB-Arena                              |
| 22 de noviembre de 2014         | Manchester              | England        | Phones 4u Arena                        |
| 23 de noviembre de 2014         | London                  | England        | The O2 Arena                           |
| 24 de noviembre de 2014         | London                  | England        | The O2 Arena                           |
| Norteamérica                    |                         |                |                                        |
| 15 de enero de 2015             | Orlando                 | Estados Unidos | Amway Center                           |
| 17 de enero de 2015             | Nashville               | Estados Unidos | Bridgestone Arena                      |
| 18 de enero de 2015             | Indianapolis            | Estados Unidos | Bankers Life Fieldhouse                |
| North American Summer Tour      |                         |                |                                        |
| 9 de mayo de 2015               | Las Vegas               | Estados Unidos | MGM Resorts International              |
| 17 de mayo de 2015              | Columbus                | Estados Unidos | Mapfre Stadium                         |
| 23 de mayo de 2015              | Pryor                   | Estados Unidos | Catch the Fever Music Festival Grounds |
| 24 de mayo de 2015              | San Antonio             | Estados Unidos | AT&T Center                            |
| 19 de junio de 2015             | Montebello              | Canadá         | Marina de Montebello                   |
| 23 de junio de 2015             | Ciudad de México        | México         | Arena Ciudad de México                 |
| 25 de junio de 2015             | Monterrey               | México         | Arena Monterrey                        |
| 27 de junio de 2015             | Mack                    | Estados Unidos | Jam Ranch                              |
| 30 de junio de 2015             | Milwaukee               | Estados Unidos | Marcus Amphitheater                    |
| The Hunting Party European Tour |                         |                |                                        |
| 23 de agosto de 2015            | Hockenheim              | Germany        | Hockenheimring                         |
| 25 de agosto de 2015            | Rybnik                  | Poland         | Rybnik Stadium                         |
| 27 de agosto de 2015            | Minsk                   | Bielorrusia    | Minsk                                  |
| 29 de agosto de 2015            | Moscow                  | Russia         | Sports Complex Olimpiyskiy             |
| 30 de agosto de 2015            | St. Pölten Hauptbahnhof | Austria        | Green Park                             |
| 31 de agosto de 2015            | Jämsä                   | Finland        | Himos Park                             |
| 3 de septiembre de 2015         | Berlín                  | Germany        | Stadion An der Alten Försterei         |
| 5 de septiembre de 2015         | Düsseldorf              | Germany        | Esprit Arena                           |
| 6 de septiembre de 2015         | Rome                    | Italy          | Ippodromo delle Capannelle             |